# Bill shock
Bill shock, letteralmente "shock da bolletta", è un termine nato nel campo delle telecomunicazioni e utilizzato per definire la reazione negativa di un utente che riceve una bolletta di importo non previsto ed eccessivo rispetto ai propri consumi abituali. Tale situazione solitamente è dovuta alla mancata o parziale comprensione di tariffe e meccanismi di fatturazione da parte dell'utente, oltre che alla onerosità di peculiari tipologie di traffico telefonico.
Genericamente il termine può essere riferito alla sorpresa conseguente alla ricezione di una bolletta di importo considerevolmente più elevato rispetto a quello previsto e può fare riferimento anche a utenze non telefoniche o all'estratto conto della propria carta di credito.
Dal 1º luglio 2010 il bill shock dovuto a traffico dati in roaming all'interno dell'Unione europea è divenuto illegale. L'Eurotariffa impone infatti ai gestori telefonici di interrompere la connessione quando viene raggiunta su base mensile la soglia di 60 euro, fatta salva la possibilità per il cliente di chiedere importi inferiori o superiori. In Italia dal 1º gennaio 2011 è stato introdotto un analogo limite per il traffico dati nazionale e per il traffico dati in paesi al di fuori dell'Unione europea.